# Rusztowanie

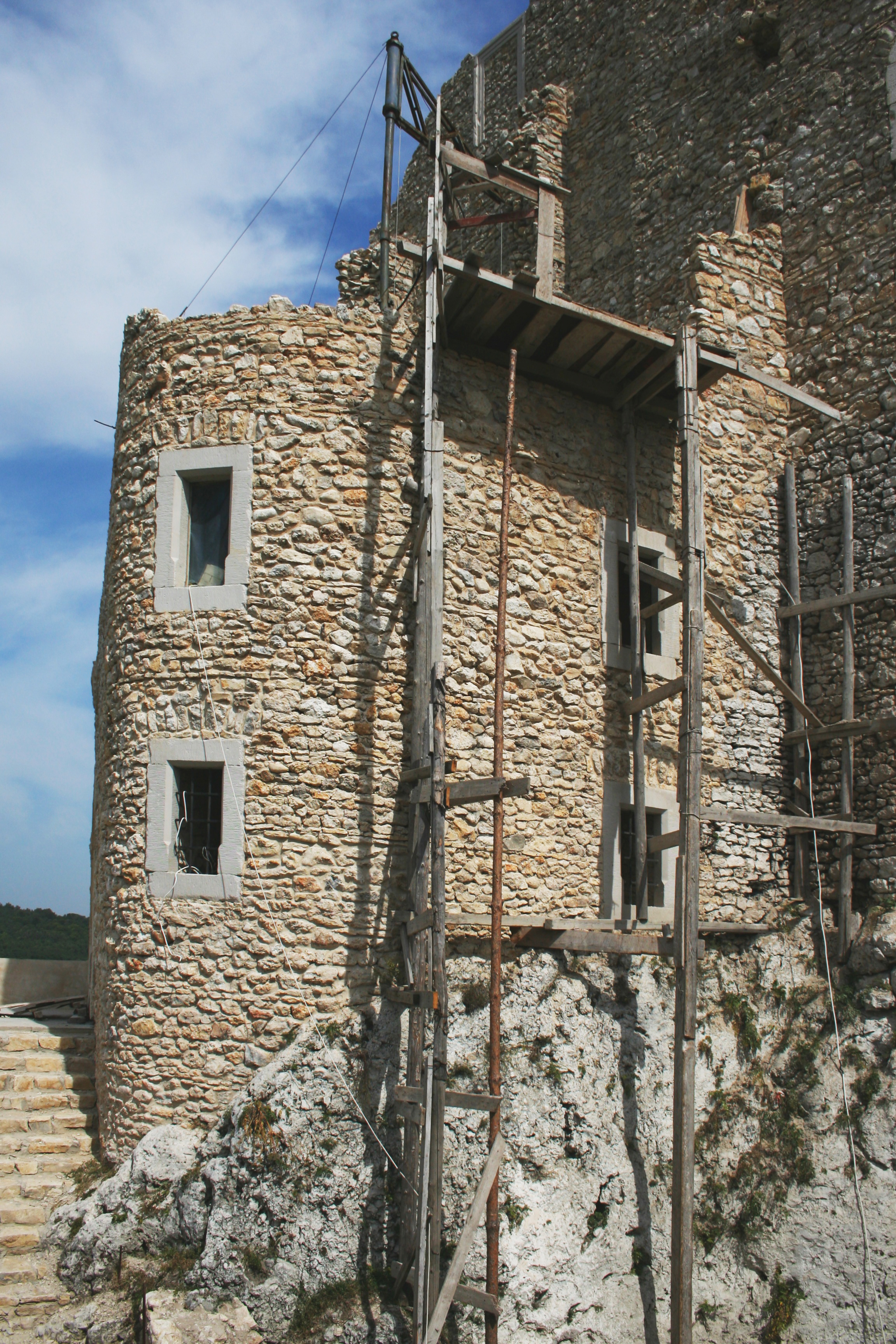
Rusztowanie na odbudowywanym Zamku Bobolice

Rusztowanie – tymczasowa konstrukcja, umożliwiająca pracę na wysokości od dwóch do kilkudziesięciu metrów ponad podłożem (ziemią, podłogą pomieszczenia, powierzchnią pokładu statku itp.), tzn. poza zasięgiem rąk stojącego człowieka.
Rusztowania wykorzystywane są przy budowie i remontach budynków (przez tynkarzy, malarzy, dekarzy itp.), ale także jako tymczasowe konstrukcje nośne do różnych innych celów (np. do budowy scen i estrad na wolnym powietrzu), przy czym w zależności od potrzeby buduje się je jako konstrukcje wolnostojące, lub też jako rusztowania przyścienne.

## Historia
Z materiałów źródłowych wynika, że już starożytni Grecy, Chińczycy, Nubijczycy i Egipcjanie używali czasem konstrukcji podobnych do rusztowań do wznoszenia budowli.

## Konstrukcja rusztowań
Składają się z połączonych ze sobą pionowych słupów nośnych, do których przymocowane (przykręcone, przywiązane lub przybite) są żerdzie poziome, na których ułożony jest pomost (w najprostszych rozwiązaniach z desek lub innych elementów drewnianych, w konstrukcjach nowocześniejszych – z lekkich metalowych prefabrykatów). Pionowe słupy, dawniej zazwyczaj długie drewniane żerdzie (we wschodniej Azji z powodzeniem wykorzystywano i nadal bywa wykorzystywany do tego celu bambus), obecnie częściej wykonane są ze stalowych rur. Do konstrukcji rusztowań wykorzystuje się także lżejsze od stali aluminium.

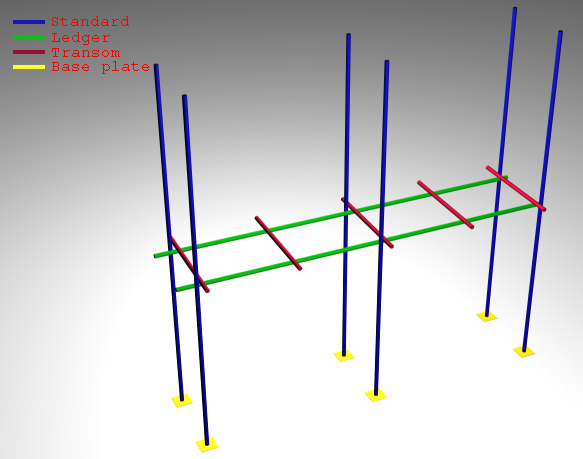
Schemat konstrukcji rusztowania

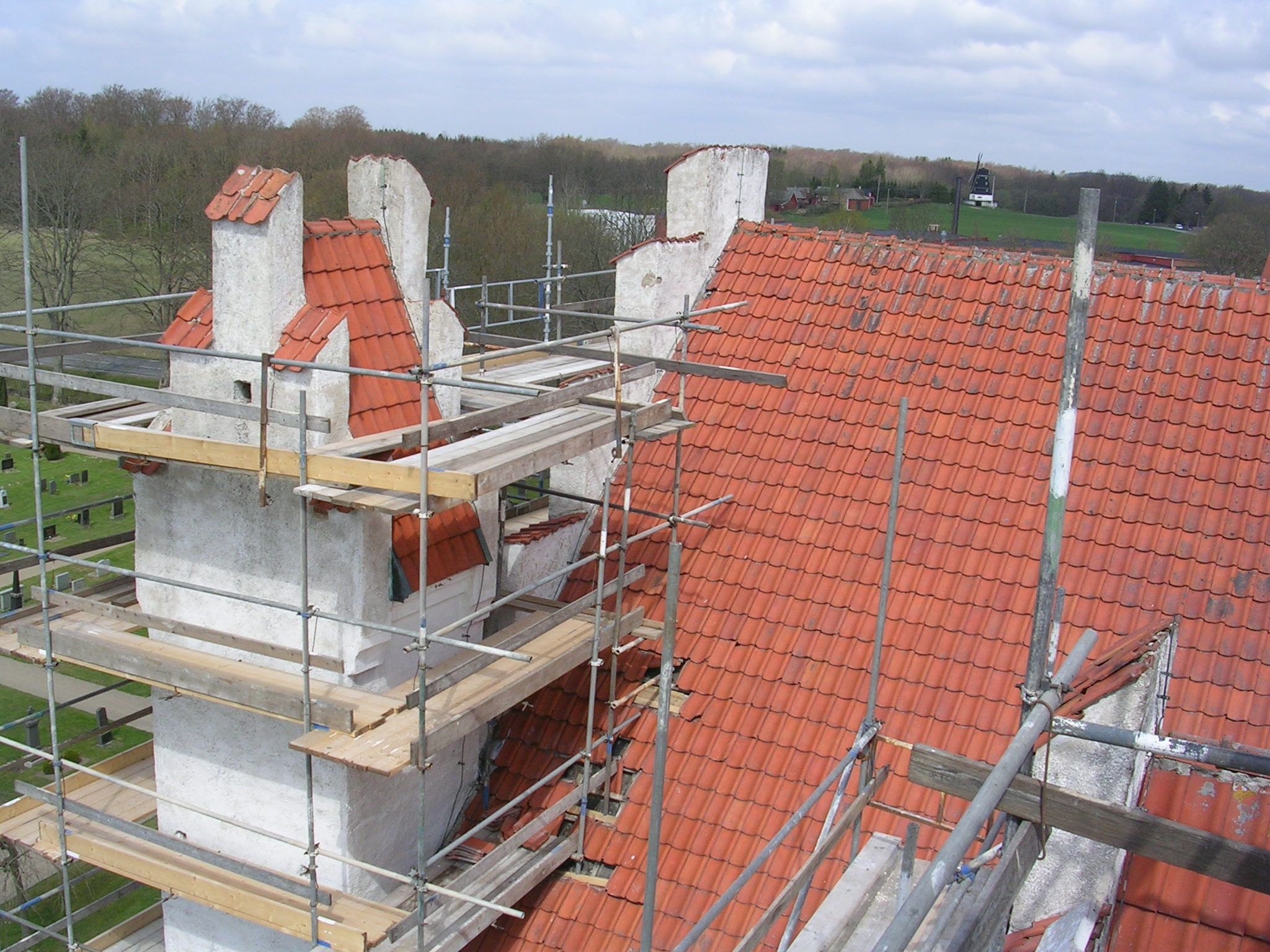
Rusztowanie

## Rodzaje rusztowań
- ramowe
- modułowe
- stojakowe
- kozłowe
- wspornikowe
- jezdne
- systemowe
- specjalne

### Rusztowania warszawskie
Jest to rusztowanie kolumnowe łączone czopowo. Łatwe w montażu, ale stosunkowo ciężkie są tzw. rusztowania warszawskie, budowane z identycznych ram-modułów spawanych ze stalowych rur. Moduł składa się z dwóch pionowych rur nośnych długości ok. 0,7 m każda, połączonych ze sobą dwiema półtorametrowymi cieńszymi rurami, które dodatkowo są ze sobą połączone dwoma krótkimi odcinkami cienkiej rury. Całość waży około 8-10 kg i może być bez wysiłku przenoszona i ustawiana przez pojedynczego człowieka. Ramy te są skonstruowane w ten sposób, że można je łączyć ze sobą bez użycia dodatkowych elementów, co umożliwia szybkie zbudowanie samodzielnie stojącego rusztowania kilkumetrowej wysokości. Zgodnie z przepisami wolno stojące rusztowanie tego rodzaju nie może być wyższe, niż 8 metrów (pod warunkiem zakotwienia w ziemi czterema odciągami, bez kotwienia tylko 5 metrów), a kotwione do ściany – nie wyższe, niż 10 metrów.

### Rusztowania jezdne
Innym typem rusztowań, są rusztowania jezdne, które wykonane są najczęściej z aluminium. Rusztowania te składają się z ram bocznych, stężeń ukośnych i poziomych, podestów (z klapą i bez klapy), burt oraz podpór narożnych. Ramy nakładane są na siebie podobnie jak w rusztowaniach warszawskich, a stężenia posiadają system samozatrzaskowy co umożliwia szybki montaż bez użycia narzędzi. Przepisy dotyczące rusztowań jezdnych są takie same jak dla rusztowań warszawskich. Rusztowania jezdne mogą być przesuwane w stanie zmontowanym.

## Zestawienie polskich norm dotyczących rusztowań
- PN-M-47900 Rusztowania stojące metalowe robocze
  - Część 1: Określenia, podział i główne parametry
  - Część 2: Rusztowania stojakowe z rur
- PN-B-03163 Konstrukcje drewniane. Rusztowania. (seria norm wycofana)
- PN-EN 39 Rury stalowe do budowy rusztowań. Warunki techniczne dostawy
- PN-EN 12810 Rusztowania elewacyjne z elementów prefabrykowanych
  - Część 1: Specyfikacje techniczne wyrobów
  - Część 2: Specjalne metody projektowania konstrukcji
- PN-EN 74 Złącza, sworznie centrujące i podstawki stosowane w deskowaniach i rusztowaniach
  - Część 1: Złącza do rur – Wymagania i metody badań
  - Część 2: Złącza specjalne – Wymagania i metody badań
  - Część 3: Podstawki płaskie i sworznie centrujące – Wymagania i metody badań
- PN-EN 1004 Ruchome rusztowania robocze wykonane z elementów prefabrykowanych
  - Część 1: Materiały, wymiary, obciążenia projektowe, wymagania bezpieczeństwa i ogólne zasady projektowania
  - Część 2: Zasady i wytyczne dotyczące przygotowania instrukcji obsługi
- PN-EN 12811 Tymczasowe konstrukcje stosowane na placu budowy.
  - Część 1: Rusztowania – Warunki wykonania i ogólne zasady projektowania
  - Część 2: Informacje o materiałach
  - Część 3: Obciążenia badawcze
  - Część 4: Daszki ochronne rusztowań – Wymagania dotyczące wykonania i konstrukcji wyrobu